# Jerzy Lechowski (dziennikarz)

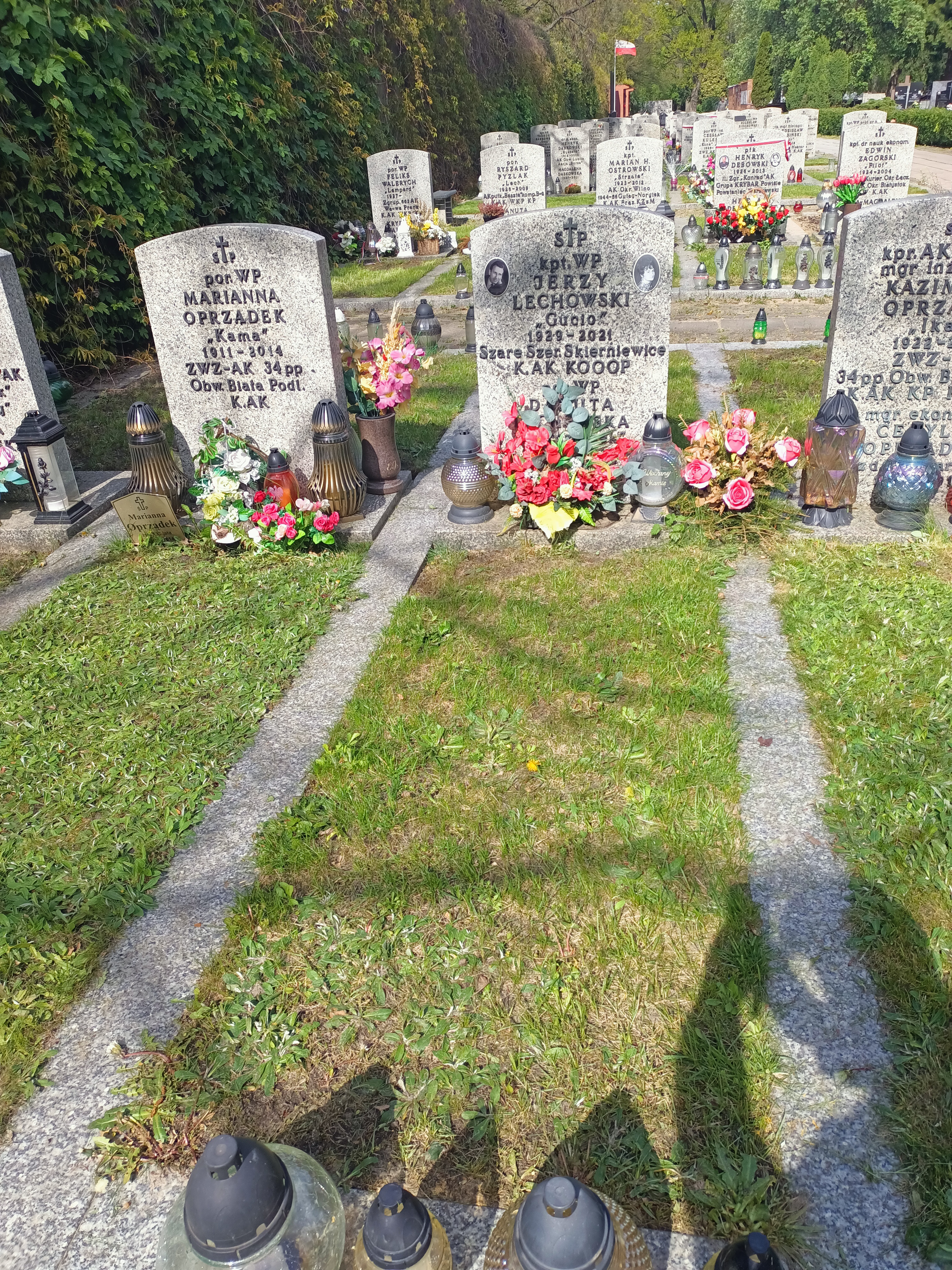
Grób Jerzego Lechowskiego na cmentarzu Wojskowym na Powązkach

Jerzy Teodor Lechowski (ur. 1 listopada 1929 w Skierniewicach, zm. 3 maja 2021) – polski dziennikarz i działacz piłkarski.

## Życiorys
W 1953 ukończył studia na Uniwersytecie Warszawskim, w latach 1953-1970 pracował w Przeglądzie Sportowym, w latach 1969-1970 kierował działem piłkarskim tego pisma. Od października 1970 był związany z tygodnikiem Piłka Nożna, kolejno jako p.o. sekretarza redakcji (1970), redaktor naczelny (1971-1972) i zastępca redaktora naczelnego (1973-1991).
Był także działaczem Polskiego Związku Piłki Nożnej, m.in. w latach 1991-1993 wiceprezesem ds. sportowych, w 1997 został członkiem honorowym PZPN. W latach 1989–2000 był prezesem Warszawskiego Okręgowego Związku Piłki Nożnej, wcześniej w latach 1976-1980 kierował komisją młodzieżową WOZPN, a w latach 1986-1989 wiceprezesem WOZPN ds. sportowo-szkoleniowych.
Był odznaczony Krzyżem Kawalerskim (1988) i Krzyżem Oficerskim (1997, M.P. nr 32 z 1997, poz. 308) Orderu Odrodzenia Polski.

## Publikacje
- Piłka nożna 1919-1979. Ludzie, drużyny, mecze (1981) - ze Stefanem Grzegorczykiem i Mieczysławem Szymkowiakiem
- Tajemnice Mundialu. Espana'82 (1983) - ze Stefanem Grzegorczykiem
- Droga do Meksyku (1986) - ze Stefanem Grzegorczykiem
- Piłka nożna 1919-1989. Ludzie, drużyny, mecze. Zarys encyklopedyczny (1989) - ze Stefanem Grzegorczykiem i Mieczysławem Szymkowiakiem
- Sekrety trenera Górskiego. Moje 70 lat - z Kazimierzem Górskim i Stefanem Grzegorczykiem
- Świadek koronny (2015-2016) - na portalu PZPN.pl